# Amphoe Renu Nakhon

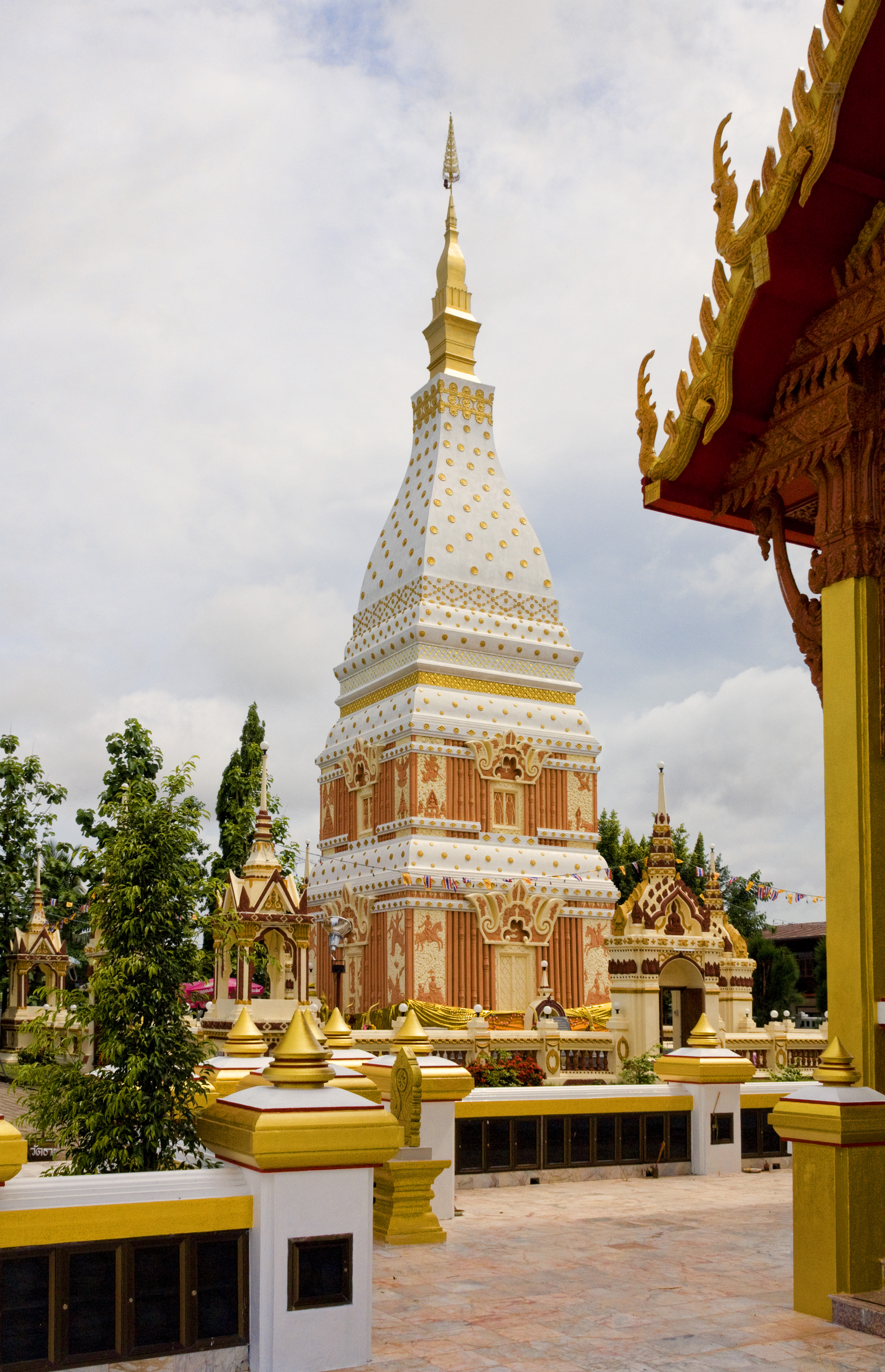
Wat That Renu

Amphoe Renu Nakhon (thailändisch อำเภอ เรณูนคร) ist ein Landkreis (Amphoe – Verwaltungs-Distrikt) im Südosten der Provinz Nakhon Phanom. Die Provinz Nakhon Phanom liegt in der Nordostregion von Thailand, dem so genannten Isan.

## Geschichte
Ursprünglich war Renu Nakhon ein Fürstentum (Müang), welches 1907 während der Thesaphiban-Verwaltungsreform in einen Landkreis (Amphoe) umgewandelt wurde. Im Jahre 1917 wurde er herabgestuft zu einer Kommune (Tambon) des Landkreises That Phanom. Am 1. Mai 1970 wurde Renu Nakhon erneut in einen „Zweigkreis“ (King Amphoe) umgewandelt, der aus den drei Tambon Renu, Phon Thong und Tha Lat bestand.
Schließlich erhielt es am 21. August 1975 den vollen Amphoe-Status.

## Bevölkerung
In Renu Nakhon leben viele Menschen der ethnischen Minderheit Phu Thai (Thai: ชาวภูไท). Sie haben viel von ihren Traditionen in die Neuzeit retten können, wie ihre Tänze und die Bai-Si-Su-Kwan Zeremonie. Sie zeichnen sich aus durch ihre Baumwollweberei, die vor allem bei Touristen sehr gefragt ist. Sie brauen ein einzigartiges alkoholisches Getränk „Lao Uh“ (เหล่าอุ – Aussprache: [lâo-ù]), welches aus Klebreis hergestellt wird und landesweit bekannt ist.

## Sehenswürdigkeiten
- Phra That Renu (Thai: พระธาตุเรณู) – die 35 Meter hohe Stupa in laotischem Stil liegt 52 Kilometer südlich der Provinzhauptstadt Nakhon Phanom. Sie wurde verkleinert nach der Vorlage des Phra That Phanom im Jahre 1918 errichtet, innen befindet sich eine goldene Buddha-Statue und ein Schrank mit den buddhistischen Schriften (Tipitaka).
- Prathat Srikhun (พระธาตุศรีคุณ)
- Wat Phu Tham Phra (วัดภูถ้ำพระ)

## Verwaltung

### Provinzverwaltung
Der Landkreis Renu Nakhon ist in 8 Tambon („Unterbezirke“ oder „Gemeinden“) eingeteilt, die sich weiter in 93 Muban („Dörfer“) unterteilen.
| Nr. | Name           | Thai      | Muban | Einw. |
| --- | -------------- | --------- | ----- | ----- |
| 01. | Renu           | เรณู       | -     | 7.947 |
| 02. | Phon Thong     | โพนทอง    | 10    | 5.903 |
| 03. | Tha Lat        | ท่าลาด     | -     | 3.049 |
| 04. | Na Ngam        | นางาม     | 14    | 8.861 |
| 05. | Khok Hin Hae   | โคกหินแฮ่   | 15    | 7.075 |
| 07. | Nong Yang Chin | หนองย่างชิ้น | -     | 4.370 |
| 08. | Renu Tai       | เรณูใต้     | -     | 5.148 |
| 09. | Na Kham        | นาขาม     | 09    | 3.913 |

Hinweis: Die Daten der Muban liegen zum Teil noch nicht vor.

### Lokalverwaltung
Es gibt eine Kommune mit „Kleinstadt“-Status (Thesaban Tambon) im Landkreis:
- Renu Nakhon (Thai: เทศบาลตำบลเรณูนคร) besteht aus Teilen der Tambon Renu und Phon Thong.

Außerdem gibt es acht „Tambon-Verwaltungsorganisationen“ (องค์การบริหารส่วนตำบล – Tambon Administrative Organizations, TAO):
- Renu (Thai: องค์การบริหารส่วนตำบลเรณู)
- Phon Thong (Thai: องค์การบริหารส่วนตำบลโพนทอง)
- Tha Lat (Thai: องค์การบริหารส่วนตำบลท่าลาด)
- Na Ngam (Thai: องค์การบริหารส่วนตำบลนางาม)
- Khok Hin Hae (Thai: องค์การบริหารส่วนตำบลโคกหินแฮ่)
- Nong Yang Chin (Thai: องค์การบริหารส่วนตำบลหนองย่างชิ้น)
- Renu Tai (Thai: องค์การบริหารส่วนตำบลเรณูใต้)
- Na Kham (Thai: องค์การบริหารส่วนตำบลนาขาม)